# Lemuridae
I Lemuridi (Lemuridae Gray, 1821) sono una famiglia di lemuri endemici del Madagascar.

## Descrizione
Sono lemuri di taglia media (fino a 1 m di lunghezza, per un peso da 1 a 5 kg): tutte le specie possiedono una lunga coda ed un mantello dall'aspetto lanoso.
Le zampe posteriori sono leggermente più lunghe di quelle anteriori, preferendo in genere una vita arborea a diversi metri dal suolo.
Hanno tutti grandi occhi con un tapetum lucidum che consente una buona visione anche di notte.

## Biologia
Si tratta di animali erbivori: si nutrono di frutti, foglie, a volte anche nettare. Possono essere diurni o notturni, alcune specie alternano invece periodi di riposo e di attività durante le 24 ore.
La maggior parte delle specie ha abitudini gregarie, con alcune specie che formano gruppi anche di 30 o più individui: solo il catta, tuttavia, forma gruppi stabili con una precisa gerarchia, mentre in altre specie (come il lemure bruno comune) i componenti di un gruppo variano di giorno in giorno e non pare esserci una scala sociale ben definita.
La gestazione dura 4-5 mesi, al termine dei quali vengono partoriti uno o due cuccioli (nel genere Varecia anche fino a 6).
Le varie specie di Eulemur, nonostante il diverso numero di cromosomi, tendono ad ibridarsi facilmente anche allo stato selvatico.

## Tassonomia
Sottofamiglia Lemurinae
- Lemur
  - Lemur catta - catta
- Eulemur
  - Eulemur albifrons - lemure dalla fronte bianca
  - Eulemur cinereiceps - lemure dalla testa nera
  - Eulemur collaris - lemure dal collare
  - Eulemur coronatus - lemure coronato
  - Eulemur fulvus - lemure bruno
  - Eulemur macaco - lemure macaco
  - Eulemur flavifrons - lemure dagli occhi azzurri
  - Eulemur mongoz - lemure mongoz
  - Eulemur rubriventer - lemure dal ventre rosso
  - Eulemur rufifrons - lemure dalla fronte rossa
  - Eulemur rufus - lemure rosso
  - Eulemur sanfordi - lemure di Sanford
- Pachylemur†
- Varecia
  - Varecia rubra - vari rosso
  - Varecia variegata - vari variegato

Sottofamiglia Hapalemurinae
- Hapalemur
  - Hapalemur alaotrensis - apalemure del lago Alaotra
  - Hapalemur aureus - apalemure dorato
  - Hapalemur griseus - apalemure grigio o bokombàl
  - Hapalemur occidentalis - apalemure occidentale
- Prolemur
  - Prolemur simus (sin.:Hapalemur simus) - prolemure dal naso largo